# گیلان (ازبکستان)
گیلان عجیب‌ترین روستای ازبکستان، در ارتفاعات کوه‌های حصار در امتداد مرز با تاجیکستان قرار دارد. تا سال ۲۰۱۸، این دهکده منزوی برای گردشگران ممنوع بود و جذابیت دست نخورده خود را حفظ کرد. برای بیش از ۸۰۰ سال، ساکنان ازبکستان خوشمزه‌ترین سیب زمینی‌ها را در دامنه‌های شیب دار کوه کشت می‌کنند، همه اینها در عین حفظ سنت‌های باستانی و شیوه منحصربه‌فرد زندگی.
در اینجا، اتصال تلفن همراه وجود ندارد، و در طول ماه‌های گرمتر، جامعه با پشتکار خود را برای زمستان پیش رو آماده می‌کند. محیط نفس گیر گیلان بر جذابیت آن افزوده و آن را به عنوان یکی از دیدنی‌ترین و عجیب‌ترین نقاط کشور معرفی می‌کند.

## تاریخ
این مکان دور از تمدن، جایی است که تابستان با زمستان ملاقات می‌کند و مردم محلی هنوز از کانال‌های خیابانی بکر که به خلوص خود مشهور هستند، نوشیدنی می‌نوشند. به گفته اهالی روستا، اجداد آنها در اواسط قرن سیزدهم برای در امان ماندن از خشم ارتش چنگیزخان در اینجا ساکن شدند.
تاریخ گیلان، واقع در منطقه کشکدریا، تقریباً ۲۰۰۰ سال است. این کوه در ارتفاع ۲۰۰۰ متری از سطح دریا در رشته کوه گیسار قرار دارد و در ۷۵ کیلومتری شهرستان شهر سبز قرار دارد. مسیر شهر تا این روستای مرتفع بسته به فصل دو تا سه ساعت طول می‌کشد

## جمعیت
جمعیت گیلان کمی بیش از ۵۲۰۰ نفر است که اکثراً تاجیک‌ها هستند.

## کسب و کار
مردم محلی عمدتاً به دامداری و کشاورزی می‌پردازند. در طول تابستان، آنها به سختی برای زمستان قریب‌الوقوع آماده می‌شوند، محصول خود را ذخیره می‌کنند و مواد لازم را از دره‌ها حمل می‌کنند، زیرا سفر به آنجا در زمستان می‌تواند بسیار چالش‌برانگیز باشد. کشاورزی و باغداری رایج است، اما تمرکز فزاینده ای بر دامداری وجود دارد. علاوه بر این، ساکنان به نجاری، آهنگری، سفالگری و جواهرسازی می‌پردازند.

## دسترسی‌ها
در روستا یک مرکز درمانی روستایی، دو مدرسه، یک چایخانه، یک محله اجتماعی (گذر)، یک بازار کوچک و چندین مغازه و داروخانه وجود دارد. همچنین یک خانه-موزه یادبود وجود دارد که آلات موسیقی سنتی و عکس‌های قدیمی را در خود جای داده است. روستاییان در هماهنگی و اتحاد زندگی می‌کنند و با پیوندهای نامرئی اعتماد و آشنایی که به آنها امکان می‌دهد «تا نسل هفتم» یکدیگر را بشناسند، زندگی می‌کنند. این ارتباط عمیق به همین دلیل است که حتی تا به امروز هم‌خانه‌هایی را که با نرده‌ها محصور شده‌اند پیدا نخواهید کرد.
جنایت در این روستای آرام عملاً وجود ندارد. علاوه بر این، گیلان خانه صد ساله‌های بسیاری است. روستاییان خونگرم و خوش‌برخورد همیشه آماده اند تا دست یاری به یکدیگر و مسافران دراز کنند. در شرایط سخت زندگی این کوه‌های دورافتاده، بقا در گرو حمایت متقابل است.

## نگارخانه

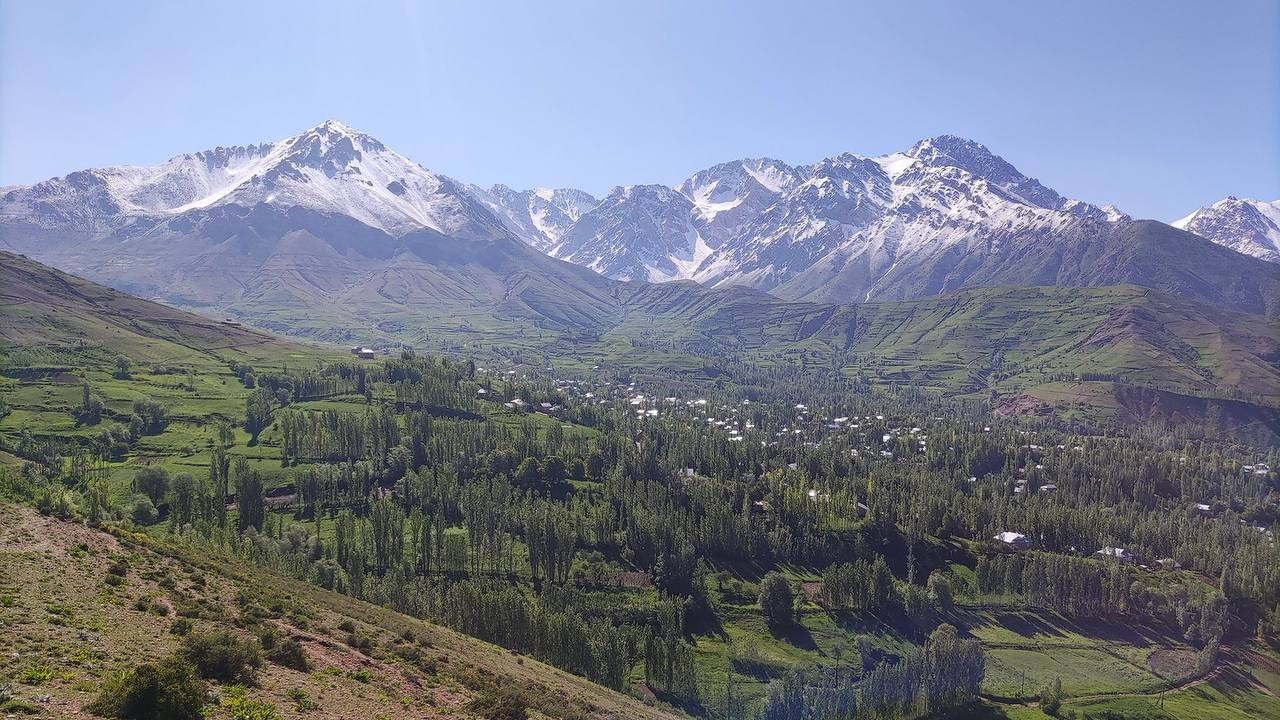
نمایی از دهکده

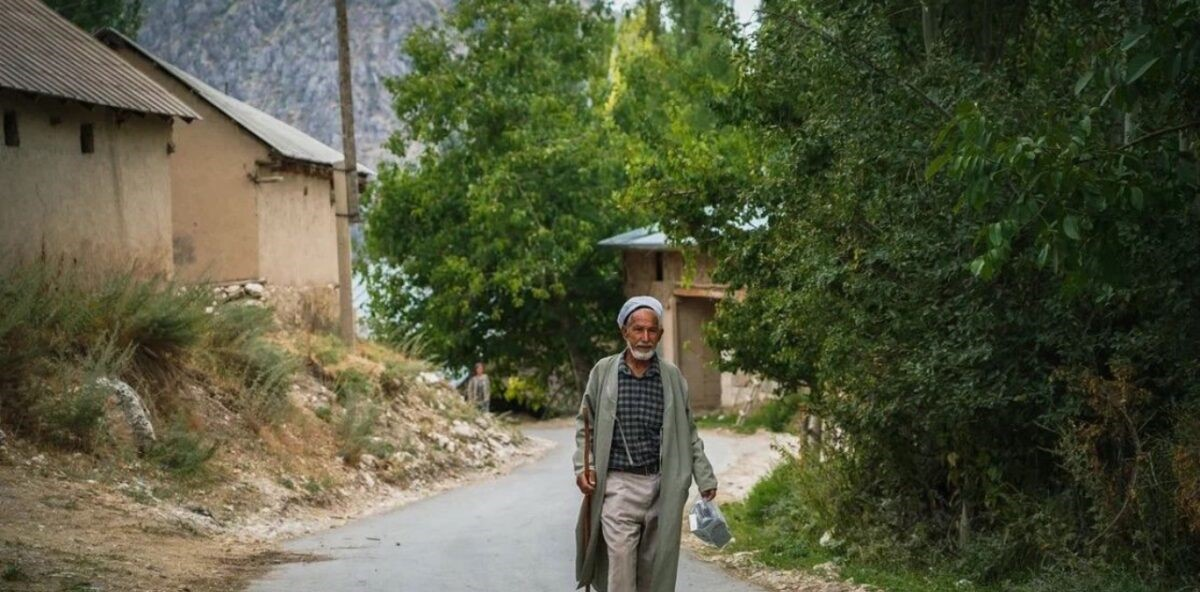
نگاره‌ای از دهقان گیلانی

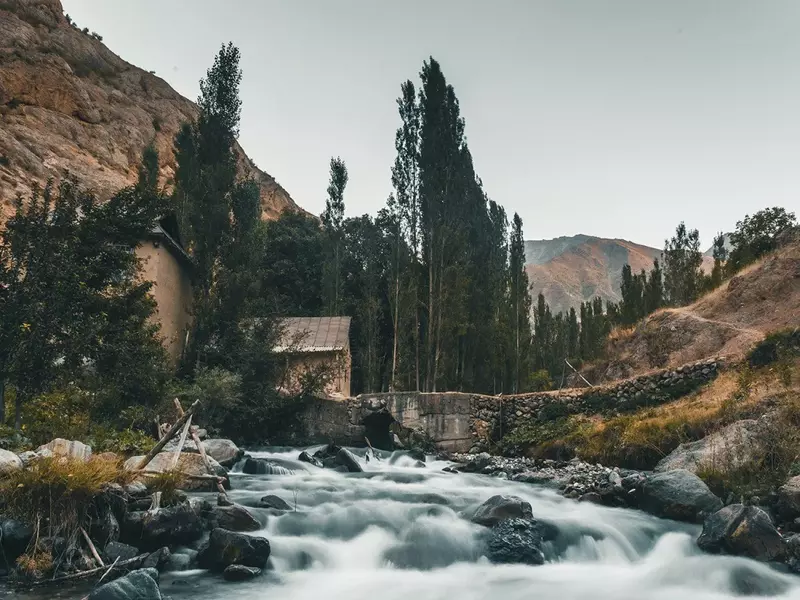

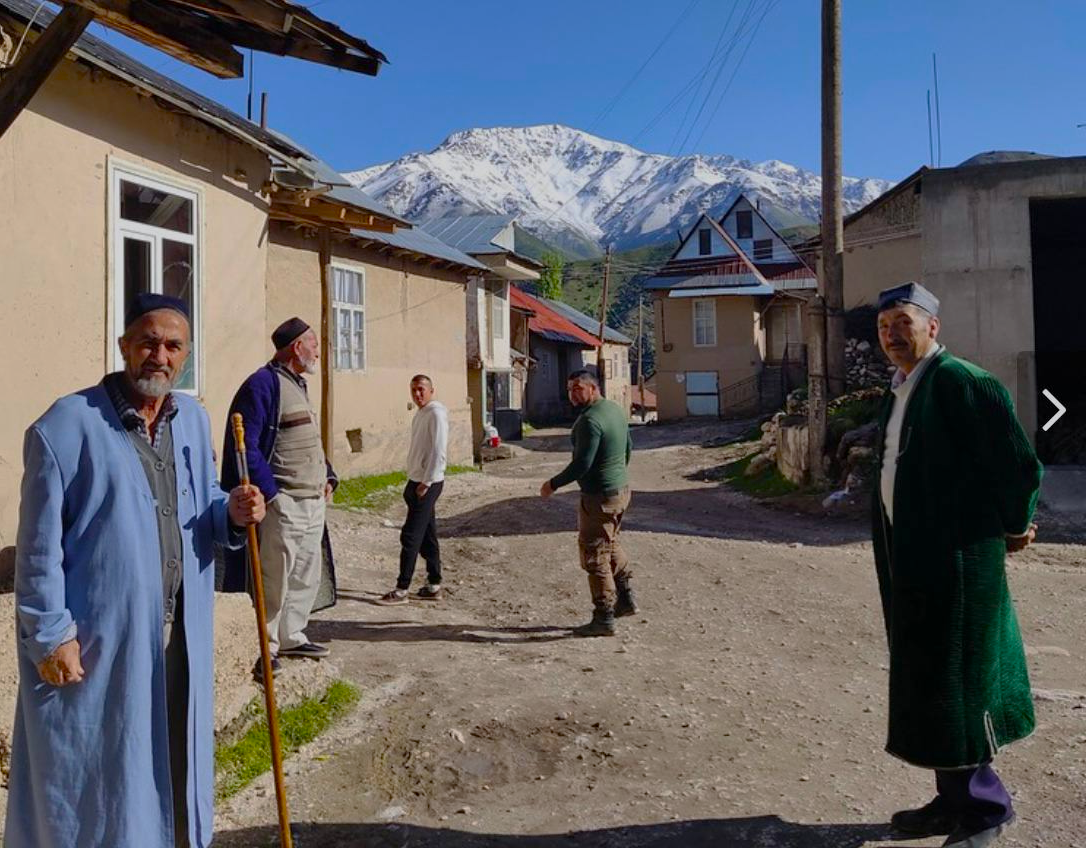
اهالی گیلان

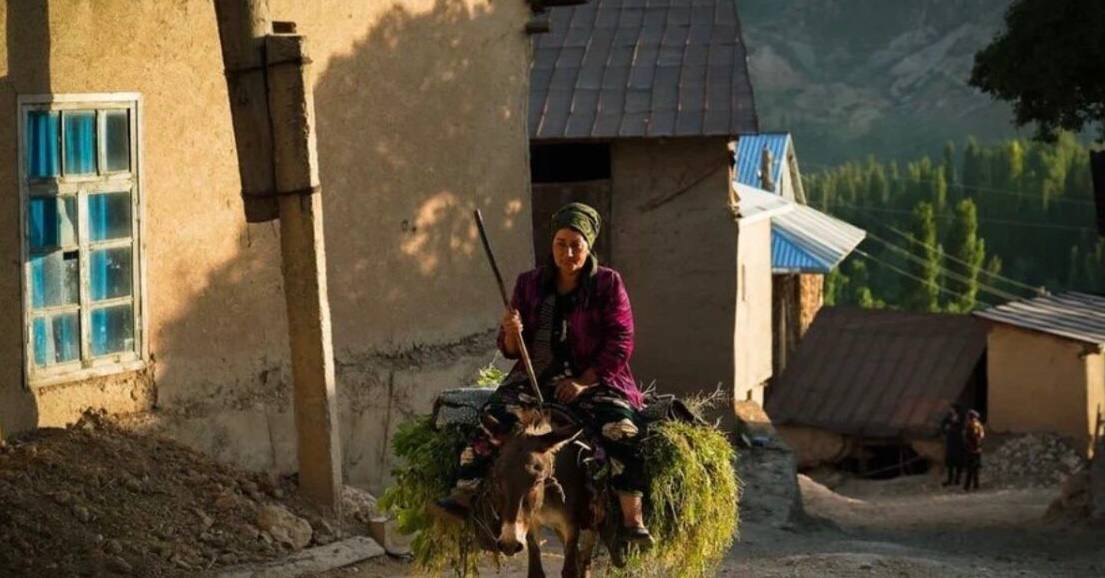